# Samba Pa' Ti - Un Tributo a Brasil
Samba Pa’ Ti - Un Tributo a Brasil é um álbum fonográfico que reúne temas clássicos da música brasileira interpretados por artistas latinos. Trata-se de um projeto musical no qual músicos espanhóis prestam homenagem à cultura musical brasileira, um tributo que reflete a profunda admiração que sente o artistas hispânicos pelo Brasil. Esta coletânea, lançada pelo selo da Warner Music, contém dezoito canções de samba e bossa nova, que incluem as versões de "Garota de Ipanema", cantada por Jarabe de Palo; "Mais Que Nada", interpretada por Lucrecia e "Desafinado", que foi executada por Pastora Soler, Ana Belén e Carmen París.

## Faixas
| N.º            | Título                                                    | Música                                                   | Duração |  |
| 1.             | "La chica de Ipanema" (Garota de Ipanema)                 | Jarabe de Palo                                           | 4:11    |  |
| 2.             | "Se que te amaré" (Eu sei que vou te amar)                | Rosário                                                  | 2:50    |  |
| 3.             | "Samurai"                                                 | David DeMaría                                            | 3:29    |  |
| 4.             | "Mañana de carnaval" (Manha de carnaval)                  | Carmen París                                             | 3:10    |  |
| 5.             | "Usted abusó" (Você abusou)                               | Lolita                                                   | 3:52    |  |
| 6.             | "Insensatez"                                              | Mónica Naranjo                                           | 3:40    |  |
| 7.             | "Sozinho"                                                 | Alejandro Sanz                                           | 3:00    |  |
| 8.             | "Más que nada" (Mais que nada)                            | Lucrecia                                                 | 3:19    |  |
| 9.             | "Hoy daría yo mi vida" (Eu daria minha vida)              | Antonio Vega                                             | 3:41    |  |
| 10.            | "Una guitarra y una voz" (Corcovado)                      | Presuntos Implicados                                     | 3:22    |  |
| 11.            | "Oh que será" (O que será)                                | Jorge Drexler                                            | 3:23    |  |
| 12.            | "Upa Neguinho"                                            | Melendi                                                  | 3:56    |  |
| 13.            | "O barquinho"                                             | Ana Belén; Antonio Serrano                               | 3:08    |  |
| 14.            | "Magalenha"                                               | Martínez Ares                                            | 3:37    |  |
| 15.            | "País tropical"                                           | Café Quijano                                             | 3:18    |  |
| 16.            | "Por qué llorar"                                          | Pastora Soler                                            | 3:53    |  |
| 17.            | "Desde que la samba es samba" (Desde que o samba é samba) | Javier Álvarez                                           | 3:44    |  |
| 18.            | "Desafinado"                                              | Ana Belén; Lolita; Carmen Paris; Lucrecia; Pastora Soler | 3:32    |  |
| Duração total: | Duração total:                                            | Duração total:                                           | 63:05   |  |